# Швајцарска на Европском првенству у атлетици у дворани 2019.
Швајцарска је учествовала на 35. Европском првенству у дворани 2019 који се одржао у Глазгову, Шкотска, од 1. до 3. марта. Ово је било тридесет пето европско првенство у дворани на коме је Швајцарска учествовала, односно учествовала је на свим првенствима до данас. Репрезентацију Швајцарске представљало 16 такмичара (5 мушкараца и 11 жена) који су се такмичили у 9 дисциплина (3 мушке и 6 женских).
На овом првенству Швајцарска је делила 10 место по броју освојених медаља са 1 златном медаљом. У табели успешности према броју и пласману такмичара који су учествовали у финалним такмичењима (првих 8 такмичара) Швајцарска је са 6 учесника у финалу заузела 14 место са 22,50 бодова.
| Плас. | Земља      | 1. место | 2. место | 3. место | 4. место | 5. место | 6. место | 7. место | 8. место | Бр. финал.-Бод. |
| ----- | ---------- | -------- | -------- | -------- | -------- | -------- | -------- | -------- | -------- | --------------- |
| 14.   | Швајцарска | 1-8      | –        | –        | 1–4,50   | 1–4      | 1-3      | 1-2      | 1-1      | 6-22,50         |

## Учесници
| Мушкарци: - Силван Вики — 60 м - Sylvain Chuard — 60 м - Рики Петрукиани — 400 м - Тобијас Фурер — 60 м препоне - Брајан Пења — 60 м препоне | Жене: - Муџинба Камбуђи — 60 м - Ајла дел Понте — 60 м - Сара Атчо — 60 м - Леа Шпрунгер — 400 м, 4 х 400 м - Јасмин Гигер — 400 м, 4 х 400 м - Селина Бихел — 800 м - Делиа Склабас — 800 м - Корнелија Халбхир — 4 х 400 м - Фанете Хумаир — 4 х 400 м - Саломе Ланг — Скок увис - Ангелика Мозер — Скок мотком |  |

## Освајачи медаља (1)

### Злато (1)
- Леа Шпрунгер - 400 м

## Резултати

### Мушкарци
| Атлетичар       | Дисциплина   | Лични рекорд | Квалификације | Квалификације | Полуфинале            | Полуфинале            | Финале                | Финале       | Детаљи |
| Атлетичар       | Дисциплина   | Лични рекорд | Резултат      | Место         | Резултат              | Место                 | Резултат              | Место        | Детаљи |
| --------------- | ------------ | ------------ | ------------- | ------------- | --------------------- | --------------------- | --------------------- | ------------ | ------ |
| Силван Вики     | 60 м         | 6,65         | 6,75 КВ       | 3. у гр. 1    | 6,76                  | 7. у гр. 3            | Нису се квалификовали | 18 / 44 (45) |        |
| Sylvain Chuard  | 60 м         | 6,73         | 6,78 кв       | 4. у гр. 3    | 6,82                  | 8. у гр. 1            | Нису се квалификовали | 22 / 44 (45) |        |
| Рики Петрукиани | 400 м        | 47,14        | 47,83         | 5. у гр. 1    | Нису се квалификовали | Нису се квалификовали | Нису се квалификовали | 16 / 21 (22) |        |
| Тобијас Фурер   | 60 м препоне | 7,74         | 7,90          | 5. у гр. 3    | Нису се квалификовали | Нису се квалификовали | Нису се квалификовали | 18 / 29 (30) |        |
| Брајан Пења     | 60 м препоне | 7,70         | 7,93          | 5. у гр. 1    | Нису се квалификовали | Нису се квалификовали | Нису се квалификовали | 22 / 29 (30) |        |

### Жене
| Атлетичарка                                                  | Дисциплина  | Лични рекорд | Квалификације  | Квалификације | Полуфинале            | Полуфинале            | Финале                | Финале       | Детаљи |
| Атлетичарка                                                  | Дисциплина  | Лични рекорд | Резултат       | Место         | Резултат              | Место                 | Резултат              | Место        | Детаљи |
| ------------------------------------------------------------ | ----------- | ------------ | -------------- | ------------- | --------------------- | --------------------- | --------------------- | ------------ | ------ |
| Муџинба Камбуђи                                              | 60 м        | 7,03 НР      | 7,31 КВ        | 2. у гр. 5    | 7,22 (.216) КВ        | 2. у гр. 1            | 7,16                  | 4 / 42 (43)  |        |
| Ајла дел Понте                                               | 60 м        | 7,17         | 7,27 (.265) КВ | 2. у гр. 4    | 7,25 КВ               | 2. у гр. 3            | 7,30                  | 8 / 42 (43)  |        |
| Сара Атчо                                                    | 60 м        | 7,31         | 7,38 КВ        | 3. у гр. 3    | 7,41 (.402)           | 7. у гр. 2            | Није се квалификовала | 19 / 42 (43) |        |
| Леа Шпрунгер                                                 | 400 м       | 51,28 НР     | 52,46 КВ       | 1. у гр. 5    | 51,90 КВ, ЕРС         | 1. у гр. 2            | 51,61 СРС, ЕРС        |              |        |
| Јасмин Гигер                                                 | 400 м       | 53,01        | 53,84          | 4. у гр. 4    | Није се квалификовала | Није се квалификовала | Није се квалификовала | 29 / 37      |        |
| Селина Бихел                                                 | 800 м       | 2:00,18 НР   | 2:02,02 КВ     | 1. у гр. 1    | 2:02,98               | 4. у гр. 3            | Није се квалификовала | 5 / 21       |        |
| Делиа Склабас                                                | 800 м       | 2:05,02      | 2:06,07        | 5. у гр. 3    | Није се квалификовала | Није се квалификовала | Није се квалификовала | 19 / 21      |        |
| Корнелија Халбхир, Леа Шпрунгер, Фанете Хумаир, Јасмин Гигер | 4 х 400 м   | 3:09,04 НР   |                |               |                       |                       | 3:33,72               | 6 / 6        |        |
| Саломе Ланг                                                  | Скок увис   | 1,90         | 1,85           | 11. у гр. Б   |                       |                       | Није се квалификовала | 20 / 26      |        |
| Ангелика Мозер                                               | Скок мотком | 4,62         | 4,60 кв        | 5.            | 4,65 ЛР               | 4 / 18 (19)           |                       |              |        |